# Palacio Municipal de los Deportes San Pablo
Il Palacio Municipal De Deportes San Pablo è un'arena coperta di Siviglia, in Spagna.
Costruita nel 1988, viene utilizzata soprattutto per la pratica del basket e ospita le partite interne del club locale CB Sevilla. L'arena può ospitare fino a 10 000 persone.
All'esterno del complesso c'è una pista di atletica, campo da rugby in erba naturale, tre campi da paddle, una piscina esterna riscaldata di 50 metri , una piscina ricreativa sulla spiaggia, una piscina per immersioni di 20x25 metri con trampolini, una parete per l'arrampicata, una clinica medica, una caffetteria e parcheggi.

## Storia
Il complesso venne inaugurato nel 1988. Il palazzetto ha un'estensione di 82 000 m² e una capacità di 7 626 spettatori. Se si usufruisce anche della gradinata aggiuntiva che è possibile installare tra quella naturale e il campo da gioco, i posti a disposizione salgono sino ai 10 000 circa.
L'arena ha ospitato le partite di qualificazione del Campionato europeo maschile di pallacanestro 2007.
Il plesso ha ospitato nel corso degli anni tutte le partite della squadra di basket locale.
Altre attività: kickboxing, attività subacquee, rugby subacqueo, salvamento e soccorso, nuoto, acqua-gym e acqua-fitness.